# Martin Luthers stora katekes
Martin Luthers stora katekes (på tyska: Der große Katechismus, på latin: Catechismus major) är ett verk av Martin Luther. Boken behandlar centrala kristna teman, så som de tio budorden, trosbekännelsen, Herrens bön, dopet och nattvarden. Boken är en av de lutherska bekännelseskrifterna och återfinns även i Svenska kyrkans bekännelseskrifter.
På svenska utgavs den första gången 1530 i fri bearbetning av Olaus Petri.